# Special Effects
Albums de Tech N9ne
Strangeulation
(2014) Strangeulation Vol. II
(2015)
Singles
1. Hood Go Crazy
Sortie : 26 février 2015

Special Effects est le seizième album studio du rappeur Tech N9ne, sorti le 4 mai 2015. 

## Liste des titres
| No  | Titre                                                                               | Contient un (des) sample(s) de                                                                                                | Durée |
| --- | ----------------------------------------------------------------------------------- | --- | ----- |
| 1.  | The Procedure (Intro)                                                               | | 0:14  |
| 2.  | Aw Yeah (InterVENTion) (Produit par Seven)                                          | | 2:50  |
| 3.  | Lacrimosa (Produit par Seven)                                                       | Lacrimosa Dies Illa – Requiem de Wolfgang Amadeus Mozart                                                                      | 4:18  |
| 4.  | Condolences (Skit)                                                                  | | 0:26  |
| 5.  | On the Bible (featuring T.I. et Zuse – Produit par Seven)                           | | 4:09  |
| 6.  | Shroud (featuring Krizz Kaliko – Produit par Seven et Joseph Bishara)               | | 4:47  |
| 7.  | More Psycho Messages (Skit)                                                         | | 0:52  |
| 8.  | Psycho Bitch III (featuring Hopsin – Produit par Seven)                             | | 4:55  |
| 9.  | Wither (featuring Corey Taylor – Produit par Seven)                                 | | 4:43  |
| 10. | Dead Alive (Skit)                                                                   | | 0:33  |
| 11. | Hood Go Crazy (featuring 2 Chainz et B.o.B – Produit par N4)                        | The Choice Is Yours (Revisited) de Black Sheep The Humpty Dance de Digital Underground Synthetic Substitution de Melvin Bliss | 3:45  |
| 12. | Bass Ackwards (featuring Lil Wayne, Yo Gotti et Big Scoob – Produit par Seven)      | | 4:03  |
| 13. | No K (featuring E-40 et Krizz Kaliko – Produit par Seven)                           | | 3:08  |
| 14. | Countdown (Skit)                                                                    | | 0:13  |
| 15. | Speedom (WWC2) (featuring Eminem et Krizz Kaliko – Produit par Seven)               | Freedom (Motherless Child) de Richie Havens                                                                                   | 4:55  |
| 16. | Give It All (featuring Audio Push et Krizz Kaliko – Produit par Seven)              | | 4:59  |
| 17. | Yates (featuring Marcus Yates – Produit par Seven et Marcus Yates)                  | | 3:47  |
| 18. | M.T.M.D. (Skit)                                                                     | | 0:15  |
| 19. | A Certain Comfort (featuring Kate Rose – Produit par Seven)                         | | 3:41  |
| 20. | Burn It Down (featuring Ryan Bradley – Produit par Seven)                           | | 3:50  |
| 21. | Life Sentences (featuring Krizz Kaliko, Joey Cool et Gee Watts – Produit par Seven) | | 4:56  |
| 22. | Dyin' Flyin' (featuring Krizz Kaliko – Produit par Seven)                           | | 3:51  |
| 23. | Worldly Angel (Produit par Seven)                                                   | | 4:59  |
| 24. | Roadkill (featuring Excision – Produit par Excision)                                | | 2:56  |

| 25. | Anti (featuring Krizz Kaliko et Band of Psychos – Produit par Seven)               |                                         | 4:48 |
| 26. | Young Dumb Full of Fun (featuring Ces Cru et Mackenzie O'Guin – Produit par Seven) | Carol of the Bells de Mykola Leontovych | 3:35 |